# Sweeney's Men
Sweeney's Men est un groupe irlandais de folk. Il est considéré comme un des pionniers du folk irlandais moderne, et malgré son existence éphémère, comme un groupe traditionnel parmi les plus influents de son époque, avec The Dubliners et The Clancy Brothers.

## Histoire

### Années 1960 et séparation
Le groupe est fondé en mai 1966 par « Galway Jo » Dolan (en), Johnny Moynihan (en) et Andy Irvine, puis Terry Woods (en) remplace Dolan l'année suivante, pour constituer l'ultime et la plus célèbre formation des Sweeney's Men.
L'innovation majeure apportée à la musique traditionnelle est l'introduction du bouzouki, joué par Johnny Moynihan, instrument d'origine grecque à six cordes, remplacé depuis dans la majeure partie des groupes folk par le bouzouki à huit cordes. Le groupe met en scène les instruments suivants : tin whistle, concertina, harmonica, guitare, mandoline, banjo et bouzouki. Le répertoire du groupe, à partir du fonds de la musique traditionnelle irlandaise, emprunte également son inspiration à la musique écossaise, anglaise et américaine.
En 1968, le trio publie Sweeney's Men. Durant l'été suivant Andy Irvine laisse le groupe pour voyager en Europe de l'Est (il cofondera Planxty par la suite) et est remplacé par le guitariste Henry McCullough (guitare électrique). Il quittera le groupe en juillet 1968 pour rejoindre Joe Cocker. Il sera brièvement remplacé par Al O'Donnell. Après la prestation du groupe au Cambridge Folk Festival, la presse parle d'un virage vers le folk rock, sur les traces des groupes anglais Fairport Convention et Pentangle, et sous l'influence de McCullough. En 1969, Moynihan et Woods enregistrent The Tracks of Sweeney, qui, outre des mélodies traditionnelles, contient quatre compositions originales de Woods. Le groupe se dissout définitivement le 22 novembre 1969, et Terry Woods, avec sa femme Gay, entre dans la formation d'origine des Steeleye Span d'Ashley Hutchings.
L'influence du groupe tient aux nouveaux sentiers explorés, qui s'éloigne des ballades des Clancy Brothers et autres Dubliners, vers un son plus instrumental, bientôt popularisé par Planxty. On retrouve les ex-membres du groupe Sweeney's Men dans d'autres ensembles fameux tels que Andy Irvine (Planxty, Patrick Street, puis mène une carrière solo) ; Johnny Moynihan (Planxty, De Dannan, puis mène une carrière de soliste, collaborant notamment avec Anne Briggs et Andrew McNamara), Terry Woods (Steeleye Span puis The Pogues), et Henry McCullough (The Grease Band (en) puis Wings). « Galway Joe » Dolan est souvent confondu avec un autre artiste irlandais fameux, Joe Dolan.

### Retour
Irvine, Moynihan et Woods jount ensemble une fois de plus les 16 et 17 juin 2012, dans le cadre des concerts de la fête du 70e anniversaire d'Irvine à Vicar Street à Dublin, une douzaine de titres des spectacles ont été publiés par Irvine sous la forme d'un album live. Ils donnent un nouveau concert en Irlande plus tard en 2012 et donnent également cinq concerts à guichets fermés à Galway, Kilkenny, Cork, Dublin et Limerick au cours du mois de novembre 2013. Leur liste de lecture comprenait de nouvelles chansons ainsi que d'anciens standards, dans des performances qui démontrent qu'ils conservent leur ancienne vitalité et leur virtuosité à travers une large gamme d'instruments.

## Membres

### Membres fondateurs
- « Galway Joe » Dolan (en)
- Johnny Moynihan (en)
- Andy Irvine

### Autres membres
- Terry Woods (en)
- Henry McCullough
- Al O'Donnell

## Discographie
- 1967 : Old Maid in the Garrett / The Derby Ram (deux chants sur un single)
- 1968 : Waxie's Dargle / Old Woman In Cotton (deux chants sur un single)
- 1967 : Mini Monster (compilation des deux précédents singles (quatre chants))
- 1968 : Sweeney's Men
- 1969 : Sullivan's John / Rattlin' Roarin' Willy (deux chants sur un single)
- 1969 : The Tracks of Sweeney

### Compilations
- 1992 : Time Was Never Here (CD contenant les deux albums de 1968 et 1969, mais sans les chants The Exile's Jig et Dicey Riley)
- 1996 : Sweeneys Men / The Tracks of Sweeney (CD contenant les deux albums avec en plus Old Woman in Cotton)
- 2004 : The Legend Of Sweeney's Men (double CD comprenant tous les enregistrements en studio plus quelques extras)